# Rosalind Nashashibi
Layla Rosalind Nashashibi (Londres, 1973) es una artista palestina-británica radicada en Londres. Trabaja principalmente con película de 16 mm, pero también realiza pinturas y grabados. Su trabajo trata a menudo sobre observaciones cotidianas fusionadas con elementos mitológicos, considerando las relaciones y los momentos entre la comunidad y la familia extendida.

## Trayectoria
Nashashibi nació en 1973 de padre palestino y madre irlandesa, en Croydon, una ciudad al sur de Londres. Se licenció en Bellas Artes en la Universidad Sheffield Hallam en 1995. Posteriormente, realizó un máster en Bellas Artes en la Escuela de arte de Glasgow en 2000. Durante ese curso, pasó tres meses en Instituto de las Artes de California como parte de un programa de intercambio.
Gran parte del trabajo de Nashashibi consiste en películas sobre la vida cotidiana en entornos urbanos. Trabaja principalmente con película de 16 mm, además de realizar fotografía, grabado y pintura. Sus películas a menudo utilizan varias técnicas narrativas para vincular escenas con imágenes de la vida real.
- Abbeys (2006) comprende una serie de cuatro fotografías en blanco y negro, cada una de las cuales muestra una vista invertida del arco de una abadía que, cuando se voltea, revela un rostro antropomórfico.[7] Las extrañas imágenes se basan en fotografías que Nashashibi encontró en un viejo álbum de fotografías.[8]
- The State of Things es una película en blanco y negro de unas ancianas en un mercadillo del Ejército de Salvación en Glasgow con una canción de amor de la cantante egipcia Umm Kulthum en la banda sonora.[9][10]
- Dahiet a Bareed, District of the Post Office se filmó en Cisjordania en un área designada por el abuelo de la artista. La película trata de gente jugando al fútbol, cortándose el pelo, etc. Las obras Midwest y Midwest Field representan la vida en Omaha, Nebraska.

Nashashibi trabaja en colaboración con la artista británica Lucy Skaer bajo el nombre de Nashashibi/Skaer. Reunidas en Glasgow, comenzaron a trabajar juntas en 2005 cuando realizaron en conjunto The Ambassador, un video de dos pantallas sobre el cónsul general británico en Hong Kong. Han seguido colaborando al mismo tiempo que continuaban sus trabajos individuales. La mayoría de los trabajos en conjunto consisten en películas de 16 mm en las que exploran intereses compartidos incluidas la representación femenina y las culturas globales. Su trabajo colectivo ha sido expuesto ampliamente a nivel internacional.
Fue nominada en 2017 para el Premio Turner, exhibiendo su trabajo en la exposición del premio Turner en la Galería Ferens en Hull junto con los otros tres nominados. Exhibió las dos películas por las que fue nominada; Vivian's Garden (2017) y Electrical Gaza (2015). La obra Vivian's Garden fue presentada anteriormente en Documenta 14; se enfoca en la relación y la vida cotidiana de madre e hija artistas Vivian Suter y Elisabeth Wild en su casa en Guatemala. Electrical Gaza fue encargado por el Museo Imperial de la Guerra y combina imágenes de películas reales con animación para representar la mezcla de la vida cotidiana en Gaza y la atmósfera compleja y cargada del lugar.
En 2019, Nashashibi se convirtió en la primera artista residente en la National Gallery de Londres, en un nuevo esquema de residencia vinculado a su programa de arte moderno y contemporáneo. La residencia de un año incluía trabajar en el estudio de la galería, recibir una beca para financiar su trabajo ese año, acceso a las colecciones e investigaciones de la galería. Culminó con una exposición y publicación de su trabajo.
En 2022, el primer ministro la nombró fideicomisaria de artistas de la Tate por un período de cuatro años.

## Premios
- 2003: Ganó el premio Beck's Futures, la primera mujer en hacerlo, por The State of Things.[26]
- 2006: Ganadora del premio Decibel.[27]
- 2013: Artista finalista del Premio de Arte del Norte.[28]
- 2014: Premio de la Fundación Paul Hamlyn.[29]
- 2017: nominada al Premio Turner[30] por un trabajo realizado en colaboración con su hija, Pauline Manacorda.

## Exposiciones
- Bachelor Machines Part 1, Chisenhale Gallery, Londres, 2007[31]
- Carlo's Vision, Body Habits, Fundación Nomas, Roma, 2011[32]
- El pintor y el repartidor, Exposiciones Objectif, Amberes, 2013[33]
- Gaza eléctrica, Museo Imperial de la Guerra, Londres, 2015[34]
- Dos tribus, Murray Guy, Nueva York, 2016[35][36]
- Rosalind Nashashibi: Jardín de Vivian, Instituto de Arte de Chicago, Chicago, 2018[37]
- Rosalind Nashashibi, una exposición individual, Witte de With Centre for Contemporary Art, Róterdam, 2018[38][39]
- DEEP REDDER, Secesión, Viena, 2019[40]
- An Overflow of Passion and Sentiment, National Gallery, Londres, 2020[41]

## Colecciones
- Tate[42][43]
- British Council[44]
- Galerías Nacionales de Escocia[45]
- Museo Metropolitano de Arte, Nueva York[46]
- Instituto de Arte de Chicago[47]
- Museo de Arte Moderno de Nueva York[48]